# Anthurium maasii
Anthurium maasii är en kallaväxtart som beskrevs av Thomas Bernard Croat. Anthurium maasii ingår i släktet Anthurium och familjen kallaväxter. Inga underarter finns listade.